# Хортицький район
Хо́ртицький райо́н — район міста Запоріжжя, розташований на правому березі Дніпра. Є наймолодшим районом Запоріжжя, офіційна назва Хортицький була надана новоутвореному району 19 січня 1995 року. Поширена неофіційна назва Бабу́рка походить від розташованого неподалік однойменного села. Протягом багатьох років він залишається міським районом з найкращим станом довкілля.
Межує з правобережною частиною Дніпровського району, а з лівобережною частиною міста — Вознесенівським районом — пов'язаний двома мостами Преображенського, що мають автомобільні і залізничні шляхопроводи, а також двома новими мостами, які були відкриті у 2021 році. З півдня і південного заходу масив обмежений залізницею, що йде через Марганець і Нікополь на Кривий Ріг. На заході району, поряд з житловим масивом — промислова зона. З півночі межує з Верхньою Хортицею. На сході має крутий спуск до Старого Дніпра з видом на острів Хортиця, який відокремлює його від центра й великих металургійних комплексів.
Протяжність району зі сходу на захід — 7,6 км, а з півдня на північ — 5,4 км. За статистичними даними на початок 2006 року житловий фонд району становив 339 житлових будинків: 44 393 квартири загальною площею 2 448 300 м².

## Фізико-географічна характеристика

### Географічне розташування
Хортицький район розташований на південному заході міста Запоріжжя та в адміністративно-територіальному відношенні є його структурною одиницею. Відстань до міського центру становить приблизно 8,5 км напрямки, автошляхами — 15,3 км. Протяжність району в довжину (з північного заходу на південний схід) — 12,7 км, у ширину (із південного заходу на північний схід в найширшій точці) — 4,1 км, при цьому контури мають форму пуголовка.
Межі району визначаються наступними об'єктами:

## Історія

### Історія регіону
До середини 1970-х років в межах сучасного Хортицького району не було поселень, а самі угіддя під нинішніми забудовами житлового масиву в окремі періоди історії мали різне адміністративне підпорядкування. Перша згадка про регіон датується другою половиною XVIII століття. У 1772 році в Запорізькій Січі для охорони від ворога були виділені пости на кордоні, один з яких «при полковнику Іванові Бабурі і двох старшин та двісті осіб рядових козаків парокінних» стояв на правому березі Дніпра, навпроти острова Хортиці. Після ліквідації Запорізької Січі Іван Бабура (не путати з Іваном Бабуркою, мінським бурмістром, перша згадка про якого датується 1592 роком) перейшов на службу в російську армію та в 1777 році отримав як рангову дачу 3882 десятини землі (приблизно 4241 га). З того часу балка, що охоплює крайню південну частину сучасного жилмасиву, стала називатися Бабурською. До цього вона називалася Середньо-Хортицькою (за назвою річки). А річка — Бабуркою (попередня назва Середньо-Хортицька). Ім'ям козака Бабури названа вулиця в Хортицькому районі — вулиця Козака Бабури, яка до 19 лютого 2016 року носила назву Жукова.
У 1803 році тут оселилися меноніти і заснували колонію Бурвальд (нім. Burgwald), яка називалася серед місцевого слов'яномовного населення Бабуркою.

### Перші поселення
У 1960-х роках було прийняте рішення про побудову великого житлового району в екологічно чистому місці, вдалині від металургійних заводів. Сучасна забудова степу між селом Бабурка і Верхньою Хортицею розпочалася у 1969 році. Архітекторами були Н. Булахов, С. Шестопал та ін. Спочатку житловий масив входив до складу Ленінського району (нині носить назву Дніпровський).

### Хортицький район
19 січня 1995 року Верховною Радою України було ухвалене рішення про створення в Запоріжжі Хортицького району, шляхом його виділення з Ленінського району, а міська рада затвердила його межі.

## Адміністративно-територіальний устрій
Межі району:
- Від залізничного моста через Старий Дніпро, уздовж осі річки до насосної станції «Міськводоканалу» (район Нижньої Хортиці).
- Уздовж кордону правобережної частини міста до перетину з залізничною гілкою ст. ім. Анатолія Алімова — Нікополь.
- Від перехрестя із залізничною гілкою ст. ім. Анатолія Алімова — Нікополь. уздовж кордону земельного запасу (в межах Хортицького району) Долинського сільради в зворотному напрямку до перетину з залізничною гілкою ст. ім. Анатолія Алімова — Нікополь.
- По залізничній гілці ст. ім. Анатолія Алімова — Нікополь до перетину з лісосмугою і стулки з лісосмугою до перетину її з Хортицьким шосе.
- По Хортицькому шосе до перехрестя з лінією високої напруги і до перехрестя її з балкою Щавлевої.
- По балці Щавлевої до перетину з віссю Старого Дніпра.
- По осі Старого Дніпра до залізничного мосту через Старий Дніпро.

Не зважаючи на назву району, острів Хортиця не входить до його складу. Найвища точка Запоріжжя — Лахтінський курган, який розташований в Хортицькому районі по вулиці Лахтінська та складає 105 метрів над рівнем моря.

### Владні структури
16 січня 2023 року було усунуто голову Хортицького району Пшеничного Олександра Миколайовича  і на його місце призначено нового керівника — депутата 
Запорізької міської ради Сергія Дергачова.

## Населення
На 1 травня 2012 році наявне населення району — 117 630 осіб, постійне населення — 117 871 особа.
На 1 січня 2016 року наявне населення району становить — 115,5 тис. осіб, постійне населення — 115,7 тис. осіб.
Коефіцієнт смертності у 2010 році склав 12,6 ‰, коефіцієнт народжуваності 8,6 ‰.

### Мовний склад
Рідна мова населення за даними перепису 2001 року:
| Мова       | Чисельність, осіб | Доля     |
| ---------- | ----------------- | -------- |
| Українська | 52 565            | 42,88 %  |
| Російська  | 69 293            | 56,53 %  |
| Інше       | 717               | 0,59 %   |
| Разом      | 122 575           | 100,00 % |

## Промисловість
До промислового комплексу району входять 9 підприємств:

## Парки відпочинку
У районі розташовані: парк Героїв Національної гвардії України (до 17 березня 2023 року — сквер Ювілейний), парк Поколінь та 4 куточки відпочинку.

## Громадський транспорт та зв'язок

### Автотранспорт

#### Вулично-дорожня мережа району міста
На території району налічується 2 проспекти, 19 вулиць та 1 бульвар. Частина з них названа на честь видатних історичних діячів України, інша — своїми назвами зобов'язані учасникам німецько-радянської війни. Загальна протяжність доріг загального користування протяжністю — 55,7 км.
Через територію району проходить дві стратегічні автомобільні траси, такі як:
- Автомобільний шлях національного значення Н23 Кропивницький — Кривий Ріг — Запоріжжя (на північному заході району);
- Автомобільний шлях територіального значення Т 0806 Запоріжжя — Біленьке (вздовж південно-східного кордону житлового масиву району на південь).

### Автобусне сполучення
З Хортицьким районом існує пряме автобусне сполучення з центром міста, Бородінським та Осипенківським мікрорайонами. Курсують автобусні маршрути № 10, 36, 38, 39, 49, 55, 58, 66, 87, 92 та 96.

### Тролейбусне сполучення
До 1 вересня 2020 року Хортицький район був одним з двох районів міста (Шевченківським) єдиним без тролейбусного сполучення. Саме цього дня був відкритий новий тролейбусний маршрут № 2, який обслуговують тролейбуси Дніпро Т203 з опцією автономного ходу і сполучає з Бородінським мікрорайоном. З 1 березня 2022 року тролейбусний маршрут № 2 тимчасово не працює, а тролейбуси Дніпро Т203 з опцією автономного ходу були перенаправлені на новий маршрут 4-й Південний мікрорайон — 2-й Шевченківський мікрорайон (з 12 вересня 2022 року маршрут скасований).
У перспективі планується побудувати тролейбусну лінію, один з маршрутів буде внутрішнім у межах Хортицького району, до того ж через нові мостові шляхопроводи через Дніпро та Старий Дніпро, тролейбуси будуть прямувати через проспект Металургів на Павло-Кічкас, Південний і Космічний мікрорайони, і тоді майбутній тролейбусний парк № 3 «Правобережний» буде повністю обслуговувати всі маршрути Дніпровського та Хортицького району.

### Транспортна проблема
Район з'єднаний із лівобережною частиною міста шляхопроводом через острів Хортиця (перший міст із правого берега до Хортиці, другий — з Хортиці на лівий берег Дніпра). Також існують зв'язки з кварталом Бомбей Придніпровського району та розташованим північніше селищем Верхня Хортиця, а від нього греблею Дніпровської ГЕС — з центром міста. У проєкті розбудови масиву передбачено зведення нових автомобільних мостів через обидва русла Дніпра, поряд з мостами Преображенського, однак станом на 1 січня 2016 року будівництво було фактично призупинено.
У межах національної програми «Велике будівництво», ініційованої Президентом України Володимиром Зеленським, у 2020 році будівництво запорізьких мостів було відновлено.

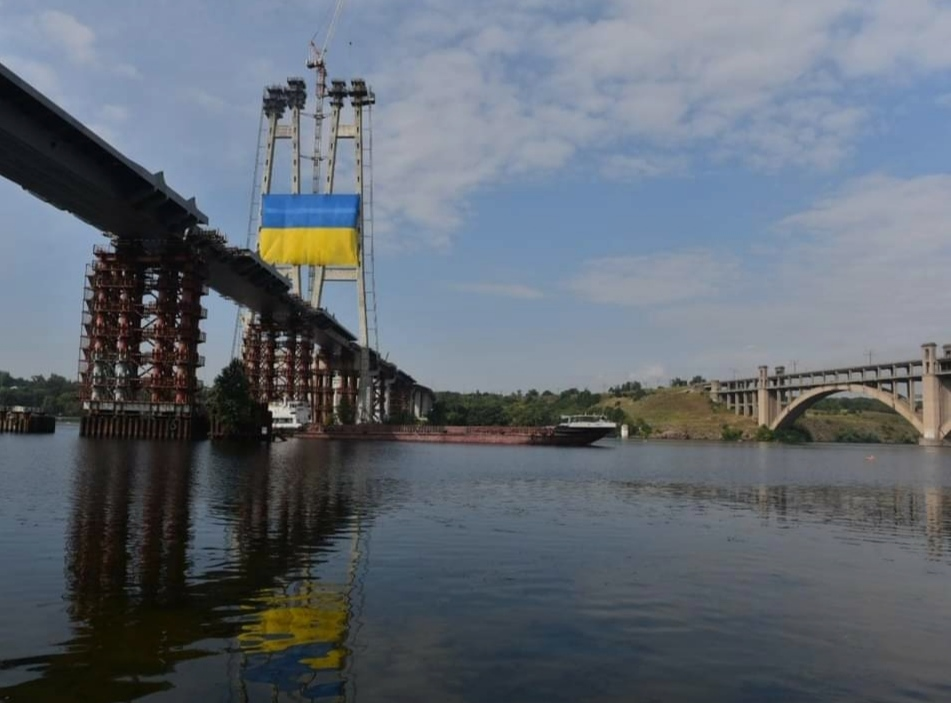
Державний Прапор України на вантовому мосту до Дня Незалежності, встановлений 22 серпня 2021 року

24 грудня 2020 року Президент України Володимир Зеленський відкрив першу чергу балкового мосту через річку Старий Дніпро з Хортицького району на острів Хортиця доя руху автотранспорту.
22 січня 2022 року, у День Соборності України, відкрита для проїзду автотранспорту верхова частина вантового мосту.

### Залізничний транспорт
На південній околиці району проходить залізнична лінія Апостолове — Запоріжжя Запорізької дирекції Придніпровської залізниці, яка є частиною магістралі Кривий Ріг — Донбас (Кривий Ріг — Апостолове — Нікополь — Канцерівка — Запоріжжя II — Пологи — Комиш-Зоря — Волноваха).
Пасажиро- та вантажоперевезення залізницею обслуговують такі об'єкти:

### Проєкт метрополітену
В деяких проєктах перспективної побудови метрополітену Хортицький район внесено в зону будівництва однієї з ліній.

## Соціальна сфера

### Освіта
У Хортицькому районі функціонує філіал вищого навчального закладу ІІІ-IV рівнів акредитації, 1 вищий навчальний заклад І-ІІ рівня акредитації, 1 навчально-виховний заклад системи профтехосвіти, 1 навчально-виховний заклад І-ІІ ступеню, 13 навчально-виховних закладів І-ІІІ ступеню, 1 центр допризовної підготовки, 1 навчально-виховний заклад інтернатного типу та 14 дошкільних навчальних закладів.
За даними Перепису 2001 року рівень освіти був такий:

### Релігія
У Хортицькому районі зареєстровано 7 парафій, з яких православні релігійні організації (2) богослужіння, релігійні обряди, церемонії та процесії здійснюють в культових будівлях; 5 релігійних громад — малочисельні та релігійні потреби задовольняють на квартирах їх засновників.